# Adolf von Leonhardi
Adolf Franz Hermann Karl von Leonhardi (Mainz, 1856. május 16. – Stráž nad Nežárkou, 1908. február 11.) csehországi nemes, politikus, teozófus, okkultista, a Császári Tanács tagja a XIX. század végén.

## Élete
Adolf von Leonhardi nemes volt, aki Stráž nad Nežárkou, Příbraz és Hedrykov településeken rendelkezett földbirtokokkal. Nagybátyja, Hermann Leonhardi (elhunyt 1875-ben) filozófiaprofesszor volt a Prágai Egyetemen. Másik nagybátyja, Franz Leonhardi (elhunyt 1883-ban) osztrák katonatiszt volt.

## Politikusi tevékenysége
1887-ben, cenzus alapján, beválasztották a cseh országgyűlés főrendiházába, mely mandátumot az 1889-es tartományi választásokon megvédett. Konzervatív politikus volt. 1893 decemberében bejelentette lemondását mandátumáról. A Császári Tanács (Ciszlajtánia parlamentje a Dualizmus korában) tagja is volt cseh főrendiházi tagként.

## Ezoterikus tevékenysége
Az 1890-es évek elején Adolf Franz Leonhardi báró kapcsolatba került egy prágai spiritiszta csoporttal, melynek illusztris alakja Karel Weinfurter (1868-1942) volt. A bankárt, majd később számos okkult regény íróját, Gustav Meyrinket (1868-1932) Leonhardi hozta a csoportba. Leonhardi nem sokkal korábban Párizsban nyerte el felvételét a Martinista Rendbe. A Martinista Rend Cseh- és Magyarországi Általános Legátusa volt. Párhuzamosan a bécsi teozófiai csoport tagja is volt. 1891-ben ő bonyolította le, Friedrich Eckstein (1861-1939) részvételével a független Kék Csillag Teozófiai Páholy létrejöttét. E szervezet 1895 körül beszüntette tevékenységét és volt tagjai a jógának és a keresztény misztikának szentelték magukat a továbbiakban.

## Fordítás
- Ez a szócikk részben vagy egészben  az   Adolf Leonhardi című cseh Wikipédia-szócikk fordításán alapul.  Az eredeti cikk szerkesztőit annak laptörténete sorolja fel. Ez a jelzés csupán a megfogalmazás eredetét és a szerzői jogokat jelzi, nem szolgál a cikkben szereplő információk forrásmegjelöléseként.